# 象湖镇 (漳平市)
象湖镇位于福建省漳平市东北边境，感化溪中游，距漳平市区44公里，103省道贯穿其中，全镇面积170平方公里，东南至东北与安溪、永春、大田三县交界，北同吾祠相邻，西与溪南接壤。全镇辖13个行政村，46个自然村，82个村民小组，29个基层所站，现有3229户、12679 人，地方方言属闽南语系，其中龙门村属畲族聚居地。
象湖是漳平的东大门，闽南金三角的圈沿地，是漳平的交通重镇和新兴的边贸强镇，交通便利。象湖地处亚热带，年平均气温19.4℃，大于10℃积温5890℃，平均霜期89天，全年无霜期280天左右，年降雨量在1700～2000毫米之间，镇政府所在地象湖村海拨295米。邮政编码364409。

## 历史
- 1995年撤乡改镇。

## 物产
- 矿产资源已探明开采的有碳矿、铁矿、铅锌矿、铜矿、石灰石等，其中石灰石储量约为5000万吨。
- 土特产主要有“一点红”水蜜桃、“六月红”早熟芋、香菇、柑桔、柿子、梨子、西瓜等。

## 行政区划
全镇现辖13个行政村，46个自然村：
- 行政村:象湖村、杨美村、宽田村、半华村、长塔村、科山村、龙门村、灶头村、禄前村、土坑村、下地村、上德安村、下德安村。
- 自然村：象湖、下店、店尾、东坑、杨美、宽田、半华、长塔、小科山、科山、龙门、灶头、奇和、深坑井、扶坑、禄前、土坑、岐山、下地、深洋、吉宅、上德安、下德安等